# Trichocerca siamensis
Trichocerca siamensis är en hjuldjursart som beskrevs av Segers och Pholpunthin 1997. Trichocerca siamensis ingår i släktet Trichocerca och familjen Trichocercidae. Inga underarter finns listade i Catalogue of Life.